# Beguinas
Beguinas és una sèrie de televisió espanyola de drama d'època i romanç creada per Irene Rodríguez per a Antena 3 i Atresplayer, basada en una idea original de Diego Pinillos, Dulce Díaz, Amparo Miralles i Sonia Martínez per a la productora Buendía Estudios. És protagonitzada per Amaia Aberasturi i Yon González. Es va estrenar a Atresplayer el 28 d'abril del 2024 i a la televisió tradicional el 17 d'octubre de 2024,  a Antena 3.

## Trama
A la Segòvia de 1559, Lucía de Avellaneda (Amaia Aberasturi) celebra la seva festa de compromís amb el Marquès de Peñarrosa, Rodrigo de Guzmán (Javier Beltrán). Enmig de la festa, la promesa rep una missiva inesperada d'una dona que assegura que és la seva mare i que la reclama al llit de mort. Lucía es presenta al beguinat, on la seva mare l'ha citat, i on conviu amb altres dones de manera independent i al marge de l'Església. La noia s'obre a un món nou que li farà qüestionar-se tot allò que havia conegut fins ara. I, a més, coneixerà l'amor a través d'una passió pura i irrefrenable, però prohibida, cap a Telmo Medina (Yon González), un home jueu que ha d'amagar les creences i el passat.

## Repartiment

### Principal
- Amaia Aberasturi com a Lucía de Avellaneda
- Bea Segura com a Marie Anne
- Yon González com a Telmo Medina
- Melani Olivares com a Sibila García
- Ella Kweku com a Guiomar Ruy
- Ignacio Montes com a Gonzalo de Grijalvo
- Lucía Caraballo com a Beatriz García
- Silma López com a Juana Aranda
- Jaime Olías com a Munio de Avellaneda
- Laura Galán com a Catalina
- Javier Beltrán com a Rodrigo de Guzmán
- Meritxell Calvo com a Jimena Suárez de Córdoba
- Jonás Berami com a Lebrín Aranda

### Secundari i convidats
- Antonio Durán "Morris" com a Padre Lasarte
- Cristina Plazas com a Gabriela Grijalvo
- Jasón Matilla com a Garrido
- Elisabet Gelabert com a Lucrecia de Avellaneda (Episodi 1)
- Laura Domínguez com a Francisca (Episodi 2)

- Carmen Esteban com a Dulce (Episodi 1)
- María Pascual com a Inés (Episodi 1)

- Jorge Kent com a Comisario Utrera

## Capítols
| No. | Títol               | Direcció                | Guió                             | Data d'estrena a Atresplayer | Data d'estrena a Antena 3 | Audiència a Antena 3 |
| --- | ------------------- | ----------------------- | -------------------------------- | ---------------------------- | ------------------------- | -------------------- |
| 1   | «Nosotras elegimos» | Rómulo Aguillaume       | Irene Rodríguez                  | 28 abril 2024                | 17 octubre 2024           | 841.000 (10,0%)      |
| 2   | «Muros de libertad» | Rómulo Aguillaume       | Irene Rodríguez                  | 5 maig 2024                  | 24 octubre 2024           | 689.000 (8,1%)       |
| 3   | «Nosotras danzamos» | Claudia Pinto Emperador | Esther Morales                   | 12 maig 2024                 | 31 octubre 2024           |                      |
| 4   | «El maligno»        | Claudia Pinto Emperador | Virginia Llera i Silvia Arribas  | 19 maig 2024                 | 7 novembre 2024           |                      |
| 5   | «Pulsiones»         | Rómulo Aguillaume       | Silvia Arribas                   | 26 maig 2024                 |                           |                      |
| 6   | «Nuevo mundo»       | Rómulo Aguillaume       | Esther Morales i Irene Rodríguez | 2 juny 2024                  |                           |                      |
| 7   | «Odio»              | Claudia Pinto Emperador | Irene Rodríguez                  | 9 juny 2024                  |                           |                      |
| 8   | «Nuestra verdad»    | Claudia Pinto Emperador | Silvia Arribas                   | 16 juny 2024                 |                           |                      |
| 9   | «El legado»         | Rómulo Aguillaume       | Esther Morales i Irene Rodríguez | 23 juny 2024                 |                           |                      |
| 10  | «Nosotras ardemos»  | Rómulo Aguillaume       | Irene Rodríguez                  | 30 juny 2024                 |                           |                      |